# Xã Island Grove, Quận Sangamon, Illinois
Xã Island Grove (tiếng Anh: Island Grove Township) là một xã thuộc quận Sangamon, tiểu bang Illinois, Hoa Kỳ. Năm 2010, dân số của xã này là 621 người.